# Perotis patens
Perotis patens là một loài thực vật có hoa trong họ Hòa thảo. Loài này được Gand. mô tả khoa học đầu tiên năm 1919 publ. 1920.